# TROMP Percussion Eindhoven
Het TROMP Percussion Eindhoven is een tweejaarlijks muziekconcours voor slagwerk. Het concours wordt georganiseerd vanwege de Stichting "Dr. ir. Th.P. Tromp muziekconcours voor de Benelux", genoemd naar de begunstiger Theodoor Philibert Tromp (1903-1984). De eerste editie vond plaats in 1971. Het festival droeg van 1990 tot en met 2002 de naam "Tromp Muziek Biënnale" en van 2004 tot en met 2008 "TROMP International Music Competition & Festival". Elke editie stond in het teken van een ander instrument. Sinds 2010 is (solo)slagwerk de enige discipline en heet het concours "TROMP Percussion Eindhoven".

## Instrumenten en prijswinnaars
| Jaar | Instrument    | Prijswinnaar                          | Bijzonderheden                                            |
| ---- | ------------- | ------------------------------------- | --------------------------------------------------------- |
| 1971 | viool         | Emmy Verhey                           |                                                           |
| 1973 | fluit         | Ank Mulder                            |                                                           |
| 1975 | hobo          | Hans Meijer                           |                                                           |
| 1977 | cello         |                                       | gecancelled?                                              |
| 1978 | klarinet      | Ria Moortgat                          |                                                           |
| 1980 | piano         | Hanna Jaszyk                          |                                                           |
| 1982 | viool         | geen eerste prijs                     | tweede prijzen voor Eeva Maria Koskinen en Charlie Wieder |
| 1984 | fluit         | geen eerste prijs                     | tweede prijzen voor Marieke Schneeman en Andrea Kollé     |
| 1986 | piano         | Ivo Janssen                           |                                                           |
| 1988 | hobo          | Pauline Oostenrijk                    |                                                           |
| 1990 | klarinet      | Ronald van Spaendonck                 |                                                           |
| 1992 | cello         | geen eerste prijs                     | tweede prijzen voor Albert Brüggen en Marie Hallynck      |
| 1994 | saxofoon      | Simone Otto                           |                                                           |
| 1996 | piano         | Bart van de Roer                      |                                                           |
| 1998 | gitaar        | Johan Fostier                         |                                                           |
| 2000 | slagwerk      | Claire Edwardes (Australië)           |                                                           |
| 2002 | trompet       | Nenad Markovic (Servië)               |                                                           |
| 2004 | strijkkwartet | Quatuor Amedeo Modigliani (Frankrijk) |                                                           |
| 2006 | slagwerk      | Yi-ping Yang (Taiwan)                 |                                                           |
| 2008 | strijkkwartet | Heath Quartet (GB/Zuid-Afrika)        |                                                           |